# МСК−1
| KALT | МСК−1 (калининградское время)  | MSK–1 (UTC+2)  | 13:05 |
| MSK  | МСК (московское время)         | MSK+0 (UTC+3)  | 14:05 |
| SAMT | МСК+1 (самарское время)        | MSK+1 (UTC+4)  | 15:05 |
| YEKT | МСК+2 (екатеринбургское время) | MSK+2 (UTC+5)  | 16:05 |
| OMST | МСК+3 (омское время)           | MSK+3 (UTC+6)  | 17:05 |
| KRAT | МСК+4 (красноярское время)     | MSK+4 (UTC+7)  | 18:05 |
| IRKT | МСК+5 (иркутское время)        | MSK+5 (UTC+8)  | 19:05 |
| YAKT | МСК+6 (якутское время)         | MSK+6 (UTC+9)  | 20:05 |
| VLAT | МСК+7 (владивостокское время)  | MSK+7 (UTC+10) | 21:05 |
| MAGT | МСК+8 (магаданское время)      | MSK+8 (UTC+11) | 22:05 |
| PETT | МСК+9 (камчатское время)       | MSK+9 (UTC+12) | 23:05 |

МСК−1, московское время минус 1 час — время 1-й часовой зоны России, соответствует UTC+2. С 2000-х годов используется также неофициальное название «калининградское время».
Это время применяет единственный регион России — Калининградская область.

## История
На территории СССР время, отстающее на 1 час от московского времени (МСК−1), стало применяться с 1989 года, когда Латвийская, Литовская и Эстонская союзные республики и Калининградская область перешли на время соседнего западного часового пояса, фактически отменив декретное время. При очередном переходе на летнее время 26 марта 1989 года часы в этих регионах вперёд не переводились, и там стало действовать время МСК−1: летом — UTC+3, зимой — UTC+2.
С 31 марта 1991 года, когда «декретный час» отменялся на всей территории СССР, для Калининградской области планировался возврат на московское время. Однако власти Калининградской области решили сохранить разницу по времени с Москвой — часы 31 марта в области (как и в большинстве регионов СССР) не переводились, а после перевода часов 29 сентября 1991 года на 1 час назад в области стало действовать время UTC+1.
По решению местных властей, 3 ноября 1991 года Калининградская область перевела часы на 1 час вперёд, перейдя на московское время (на тот момент UTC+2).
После распада СССР декретное время было восстановлено почти во всех регионах России — часы были переведены на 1 час вперёд 19 января 1992 года. В Калининградской области часы не переводились, и там снова стало действовать время МСК−1, что было официально утверждено постановлением правительства России.

### Время в Калининградской области
Начиная с указанной даты:
- 07.04.1946 — UTC+3, МСК;
- 01.04.1981 — UTC+4 (летнее), UTC+3 («зимнее»), МСК;
- 26.03.1989 — UTC+3 (летнее), UTC+2 («зимнее»), МСК−1;
- 31.03.1991 — UTC+2 (летнее), МСК−1;
- 29.09.1991 — UTC+1 («зимнее»), МСК−1;
- 03.11.1991 — UTC+2 («зимнее»), МСК;
- 19.01.1992 — UTC+2 («зимнее»), МСК−1;
- 29.03.1992 — UTC+3 (летнее), UTC+2 («зимнее»), МСК−1;
- 27.03.2011 — UTC+3 (летнее), МСК−1;
- 31.08.2011 — UTC+3, МСК−1[6];
- 26.10.2014 по настоящее время — UTC+2, МСК−1[7].

## Часовая зона МСК−1
- Калининградская область

## Время на Калининградской железной дороге
До 29 мая 2005 года Калининградская железная дорога использовала в сфере пассажирских перевозок местное время, после чего перешла на московское время, в том числе и на поездах пригородного сообщения. С 2009 года время убытия-прибытия пригородных поездов вновь стало указываться по местному времени. Так продолжалось до 1 августа 2018 года, когда в России повсеместно была введена практика отображения времени прибытия и отправления поездов дальнего и пригородного сообщения по местному времени.